# Velké Bílovice
Velké Bílovice (AFI: ˈvɛlkɛː ˈbiːlovɪtsɛ) è una città ceca, che si trova nel distretto di Břeclav, in Moravia Meridionale, con 3 899 abitanti (2016). Si trova a 45 km a sud est di Brno e 80 km a nord est di Vienna. È la più grande città vitivinicola nella Repubblica Ceca, con più di 730 ettari di vigneti (2015).

## Galleria d'immagini
|  |  |  |
|  |  |  |